# Бацушський потік
Бацушський потік (словац. Bacúšsky potok) — річка в Словаччині; притока Грону довжиною 8.5 км. Протікає в окрузі Брезно.
Витікає в масиві Низькі Татри на висоті 1325 метрів. Протікає територією  села Бацух.
Впадає у Грон на висоті 566 метрів.